# Dukwi
Dukwi é uma vila localizada no Distrito Central em Botswana. Possuía, em 2011, uma população estimada de 3 438 habitantes.